# Wang Jianan (Tischtennisspieler)
Wang Jianan (chinesisch 王建安, Pinyin Wáng Jiàn'ān; * 20. Januar 1983 in Baoding, Hebei) ist ein kongolesischer Tischtennisspieler. Er nahm an den Olympischen Spielen 2016 teil und gewann vier Medaillen bei den Afrikaspielen.

## Karriere
Wang Jianan siegte bei den Afrikaspielen 2015 im Doppel mit Bin Hu und im Mixed mit Yuheng Li. Zudem gelang ihm im Viertelfinale des Einzels ein Sieg über Segun Toriola. Daher wurde er für die Olympischen Spiele 2016 nominiert, obwohl er nicht in der Weltrangliste vertreten war. Hier besiegte er Gustavo Tsuboi (Brasilien) und Khalid Assar (Ägypten) und verlor gegen den Schweden Kristian Karlsson.

## Turnierergebnisse
| Verband | Veranstaltung     | Jahr | Ort            | Land | Einzel     | Doppel    | Mixed | Team       |
| ------- | ----------------- | ---- | -------------- | ---- | ---------- | --------- | ----- | ---------- |
| CGO     | Olympische Spiele | 2016 | Rio de Janeiro | BRA  | letzte 64  |           |       |            |
| CGO     | Afrikaspiele      | 2015 | Brazzaville    | CGO  | Halbfinale | Gold      | Gold  | Halbfinale |
| CGO     | Pro Tour          | 2015 | Chengdu        | CHN  | letzte 32  | letzte 32 |       |            |
| CGO     | Pro Tour          | 2011 | Dortmund       | GER  | letzte 64  | letzte 16 |       |            |
| CGO     | Pro Tour          | 2011 | Almería        | ESP  | letzte 64  |           |       |            |
| CGO     | Pro Tour          | 2010 | Berlin         | GER  |            | letzte 16 |       |            |
| CGO     | Pro Tour          | 2009 | Warschau       | POL  | letzte 64  |           |       |            |
| CGO     | Pro Tour          | 2008 | Berlin         | GER  | letzte 64  |           |       |            |
| CGO     | Pro Tour          | 2007 | Taipeh         | TPE  | letzte 64  | letzte 16 |       |            |
| CGO     | Pro Tour          | 2007 | Bremen         | GER  | letzte 64  | letzte 16 |       |            |
| CGO     | Pro Tour          | 2007 | Toulouse       | FRA  | Qual.      | letzte 32 |       |            |
| CGO     | Pro Tour          | 2007 | Wels           | AUT  | letzte 32  | letzte 16 |       |            |